# República Autónoma Socialista Soviética de Tuvá
La República Autónoma Socialista Soviética de Tuvá (en ruso, Тувинская АССР; en tuvano, Тыва Автономнуг Совет Социалистиг Республика), fue una república autónoma de la antigua Unión Soviética dentro de la República Socialista Federativa Soviética de Rusia.
Su territorio correspondía con la de la actual Tuvá, integrada en la Federación Rusa y con capital en Kyzyl.

## Historia
El territorio de Tuvá había sido anteriormente parte del Imperio chino. Se independizó de él en 1911, al mismo tiempo que el Kanato de Mongolia, y 10 años después se formó una república popular con un gobierno títere de la URSS. Finalmente en 1944 se produjo la final anexión por parte de ésta.
La República primero fue anexada como un óblast autónomo dentro de la RSFS de Rusia, hasta que el 10 de octubre de 1961 se transformó en una República Autónoma Socialista Soviética dentro de la RSFSR.

## Etnias
El pueblo tuvano habitaba el territorio y hablaba el idioma del mismo nombre. Con la anexión a la Unión Soviética en 1944, la república adoptó el ruso como idioma oficial y algunos rusos emigraron allí.